# Trubarjeva pot
Trubarjeva pot po Nemčiji je poimenovana po slovenskem protestantskem pridigarju, duhovniku, prevajalcu in avtorju prvih dveh slovenskih tiskanih knjig, Primožu Trubarju. Začne se v Nürnbergu in se konča v Derendingenu, kjer je pokopan. Obsega še štiri druga mesta, kjer je superintendent živel in deloval. 
Pred popotovanjem po Nemčiji je Trubar poleg domače Rašice živel še v številnih drugih krajih kot so Reka, Salzburg, Trst, Loka, Dunaj, Ljubljana in Šentjernej. 

## Potek poti
1. Nürnberg
2. Rothenburg ob der Tauber
3. Tübingen
4. Kempten
5. Bad Urach
6. Derendingen

## Opis poti
Nürnberg je bil Trubarjevo prvo začasno zatočišče po begu s Kranjske leta 1548. Mesto je bilo politično, gospodarsko in kulturno središče, v katerem je delovalo veliko pomembnih umetnikov in humanistov, med drugimi tudi Albrecht Dürer.  
Srednjeveški Rothenburg leži ob reki Tauber. Tam je slovenski reformator začel službovati leta 1548 in si ustvaril družino z Barbaro Stritar. V mestu se nahaja cerkev svetega Duha. V času, ko je služboval pri svetem Duhu, je napisal Abecednik in Katekizem. Na zid so leta 2000 ob 450-letnici natisa prvih slovenskih knjig postavili spominsko tablo, ob 500-letnici Trubarjevega rojstva je po njem ime dobil park v bližini.
Tübingen je kraj, kjer sta bili po dolgoletnih domnevah leta 1550 natisnjeni prvi slovenski knjigi – to označuje spominska tabla na hiši tiskarja Ulricha Morharta. Na filozofski fakulteti v Tübingenu poučujejo slovenski jezik. Nedavna raziskava je pokazala, da sta bili knjigi najverjetneje natisnjeni pri Petru Frentzu v mestu Schwäbisch Hall.
V Kemptnu je Trubar leta 1551 dobil župnijo in izdal kar nekaj knjig: Katekizem in Abecednik v latinici, Ta Evangeli Svetiga Matevža, Ena molitev tih kerščenikov, Ta pervi deil Tiga noviga testamenta in Postilo. Na cerkvi, v kateri je Trubar služboval, stoji spominska tabla, ki označuje njegovo delovanje v Kemptnu med letoma 1553 in 1561.
V Bad Urachu je služboval pred odhodom v Ljubljano. Tu je objavil Ta drugi deil Tiga noviga testamenta, Pavlovo pismo Rimljanom, Svetiga Pavla ta dva listi h tim Korintarjem inu ta h tim Galatarjem in Register.
Po dveh mesecih bivanja v Ljubljani (1561) se je vrnil v Bad Urach, kjer je napisal posvetili za Prvi del novoga testamenta in Artikule. V mestu je ustanovil Biblijski zavod. Pred cerkvijo svete Amande so mu postavili doprsni kip z napisom. 
Po ponovnem izgnanstvu iz Ljubljane zaradi Cerkovne Ordninge je začasno bival v mestu Lauffen in se kasneje ustalil v Derendingenu, kjer je služboval do smrti. Pokopan je bil v cerkvi sv. Gala – na to spominja epitaf, ki je bil nameščen v cerkev leto po njegovi smrti, in pa spominski plošči na vratih in na tleh cerkve. Po njem so poimenovani: ulica (Primus Truber Straße),  evangeličanski dom in njegovo takratno prebivališče. Tu je izdal še zadnja svoja dela, kot so Ta celi psalter Davidov, Abecedarij, Ta celi katehismus, Ta celi katehismus … inu pejsni,  prevod Noviga testamenta puslednji dejl, Ta celinovi testament in poslednje delo Hišne postille, ki ga je devet let po njegovi smrti izdal njegov sin Felicijan.